# Charles Grey
Charles Grey, 2e graaf Grey (Fallodon (Northumberland), 13 maart 1764 – Howick (Northumberland), 17 juli 1845) was een Britse Whig-politicus die van 1830 tot 1834 premier van het Verenigd Koninkrijk was.

## Levensloop

### Begin van zijn politieke loopbaan
Grey was de eerste van negen kinderen van Sir Charles, eerste graaf van Grey en Elizabeth Grey. Van 1773 tot 1778 volgde hij les aan het Eton College en in 1781 ging hij onderwijs volgen aan het Trinity College van de Universiteit van Cambridge. In 1784 verliet hij dit college zonder een diploma te behalen. Daarna reisde hij drie jaar door Europa, in die tijd een gewoonte bij aristocratische families.

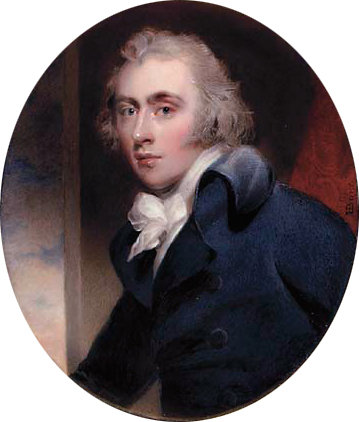
Grey als jong parlementslid
(1794), Henry Bone

In 1786 werd hij voor Northumberland verkozen in het House of Commons en kwam algauw terecht in de Whig-kringen rond Charles James Fox, politicus-toneelschrijver Richard Sheridan en de prins van Wales. In het parlement gaf hij kritiek op het beleid van de regering onder leiding van William Pitt de Jongere en hij had al snel een prominente rol in de Whig-oppositie. 
Eind 1788 was de hoop van de Whigs groot dat koning George III door een psychische aandoening niet meer in staat om te regeren verklaard zou worden en dat de prins van Wales, voorstander van de Whigs, regent zou worden. Toen George III herstelde, ging dit plan echter niet door. Dit leidde tot teleurstelling binnen de Whigs en later ontstond er ook interne verdeeldheid binnen de partij. Deze verdeeldheid lag aan het conflict tussen Charles James Fox en Edmund Burke en in 1791 keerde de groep rond Edmund Burke de Whigs de rug toe. Grey koos de zijde van Fox en werd een voorstander van parlementaire hervormingen, een van de ideeën van de Franse Revolutie, die in Engeland ook populair waren. In mei 1793 diende hij een motie in verband met parlementaire hervormingen in, maar deze motie werd door het parlement verworpen. Toch behield Grey zijn standpunt hierrond.
De Franse Revolutie radicaliseerde en begin 1793 werd koning Lodewijk XVI geëxecuteerd. Er brak oorlog uit tussen Groot-Brittannië en Frankrijk. Dit veroorzaakte nog meer verdeeldheid binnen de Whigs. De pro-Franse Whig-leider Fox bleef samen met een klein deel van de Whigs, waaronder Grey, sympathiseren met de radicale ideeën van de revolutie. Premier Pitt probeerde daar misbruik van te maken door alle Whigs van radicalisme te beschuldigen, wat eigenlijk niet klopte.
In 1794 huwde hij met Mary Elizabeth Ponsonby, die behoorde tot een Ierse aristocratische familie met Whig-sympathieën. Samen kregen ze zestien kinderen. Ook had hij een buitenechtelijke dochter bij Georgiana Spencer, de hertogin van Devonshire. 
In 1797 diende Grey in het parlement een Reform Bill in, die door het parlement met hevigheid werd verworpen. Het begon de aanhangers van Fox binnen de Whigs duidelijk te worden dat parlementaire hervormingen niet zouden gebeuren zolang er oorlog tegen Frankrijk, waardoor ze besloten om niet meer actief te zijn in het parlementaire leven. Grey voerde pas in 1799 opnieuw het woord in het parlement, om de Act of Union tussen Groot-Brittannië en Ierland te veroordelen en om het einde van de discriminatie tegen katholieken op te eisen. Voor de rest was hij weinig actief meer in het politieke leven en bracht hij vaak tijd door op zijn landgoed. Met de jaren was hij in vergelijking met Fox steeds minder een voorstander van een radicale politiek en zijn kritiek op de regering na de uitbraak van een nieuwe oorlog met Frankrijk in 1803 was veel milder dan die van Fox.

### Minister van Buitenlandse Zaken
In 1806 werd Grey in de regering van William Wyndham Grenville hoofd van de admiraliteit. Na enkele maanden werd hij in opvolging van de overleden Fox benoemd tot minister van Buitenlandse Zaken en vanaf toen leidde hij binnen de Whigs de foxistische fractie.  In 1807 slaagde hij er in die functie in om het parlement de slavenhandel te laten verbieden. Ook diende hij een wetsvoorstel in om katholieken tot de hoogste rangen van het leger en de marine toe te laten, maar hij moest het wetsvoorstel van koning George III terug intrekken en beloven om geen verdere maatregelen in verband met de katholieken te nemen. Nadat de Whigs weigerden om naar de koning te luisteren, viel de regering. Het zou meer dan 20 jaar duren voordat Grey nog eens minister werd.
In 1807 erfde hij na de dood van zijn vader de titel graaf van Grey, waarna hij lid werd van het House of Lords.

### Grey in de oppositie

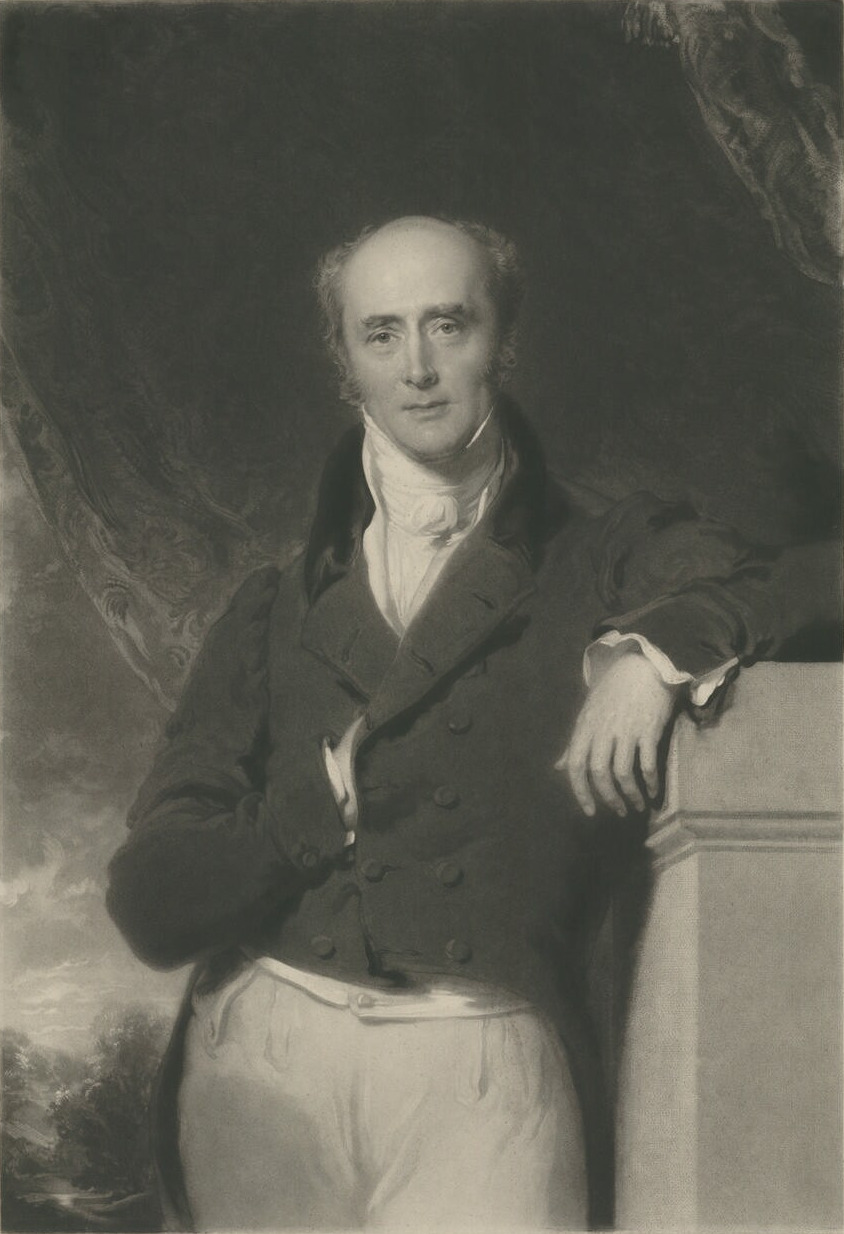
Charles Grey
(ca. 1828), Samuel Cousins, NPG

In oktober 1809 werd Spencer Perceval premier van het Verenigd Koninkrijk en bood aan Grey en Grenville een ministerpost aan. Grey weigerde in de regering te komen omdat hij vond dat de Whigs al voldoende in de regering vertegenwoordigd waren en omdat hij als voorstander van de katholieke emancipatie het niet eens was met het standpunt van de koning. In 1811 werd koning George III na een mentale instorting krankzinnig verklaard, waarna de prins van Wales prins-regent werd. Deze probeerde om een nieuwe regering te vormen, maar slaagde daar niet in. 
Nadat Perceval in mei 1812 werd vermoord, kregen Grey en Grenville het aanbod om opnieuw minister te worden. Ze weigerden en verklaarden geen ministerpost te aanvaarden als de Whigs de regering niet mochten leiden. Ook weigerde hij om samen met George Canning in de regering te zetelen, omdat die als voorstander van katholieke emancipatie aanvaard had om in 1808 minister van Buitenlandse Zaken in de regering van de hertog van Portland te worden, die aan de koning beloofd had om geen pro-katholieke maatregelen te nemen. 
Omdat de Whigs niet in de regering kwamen, werd de Tory Lord Liverpool eerste minister. Onder diens regering werden de oorlogen met Frankrijk in 1815 beëindigd, waarna Groot-Brittannië een periode van economische depressie en een grote ontevredenheid bij de bevolking meemaakte. In 1817 stelde Liverpool aan het parlement zijn plannen voor om de ontevredenheid en opstandigheid van de bevolking tegen te gaan. Grey weigerde deze plannen goed te keuren, terwijl Grenville ze steunde. Dit veroorzaakte een breuk tussen Grey en Grenville en de twee besloten niet langer samen te werken. In 1820 was Grey ook een hevige tegenstander van de wet die de echtscheiding tussen koning George IV en koningin Caroline moest regelen en de wet werd verworpen. Koning George IV zou dit hem nooit vergeven en Grey had geen enkele hoop om minister te worden zolang George leefde.
In de periode 1815-1830 steunde hij dus de Whig-oppositie, maar was er niet echt de leider zijn. Hij bleef van mening dat de Whigs enkel in de regering konden gaan op voorwaarde dat er katholieke emancipatie gebeurde, maar aanvaardde dat er gewacht moest worden met parlementaire hervormingen zolang de publieke opinie hier voldoende steun aan gaf. Hij was dus van mening dat een Whig-regering niet te liberale hervormingsmaatregelen moest nemen om de publieke opinie tevreden te kunnen houden en om de basisprincipes van de grondwet te kunnen behouden.
In juli 1830 stierf koning George IV en werd opgevolgd door zijn jongere broer Willem IV, die geen wrok koesterde tegenover Grey. In 1829 had het parlement reeds de katholieke emancipatie goedgekeurd, maar dit had verdeeldheid binnen de Torypartij en de val van de regering onder leiding van de hertog van Wellington veroorzaakt.

### Premierschap
Er werden nieuwe verkiezingen uitgeschreven die door de Whigs gewonnen werden. Grey zag dit als een brede publieke steun om parlementaire hervormingen in te voeren en in november 1830 werd hij benoemd tot de nieuwe premier. In 1832 werd zijn Reform Act na een lange strijd door beide parlementen goedgekeurd. Hierbij werd de macht van het House of Lords en de koning ingekrompen en het House of Commons hervormd. De Whigs zagen dit als een vrij conservatieve maatregel, maar de conservatieven dachten dat dit de voorbode zou zijn van een scheiding tussen kerk en staat. Ook liet Grey in 1833 de slavernij verbieden.
In het begin van het premierschap van Grey vonden rellen plaats op het platteland, waarbij landbouwers protesteerden tegen de groeiende armoede door hooimijten in brand te steken, vee te verminken en landeigenaars te bedreigen. Terwijl de lokale edellieden eerder mild reageerden, reageerde de regering heel streng en vonden er bijna 2000 processen plaats.
Op 8 juli 1834 gaf Grey aan koning Willem IV zijn ontslag als premier na verdeeldheid in de regering over het Ierse beleid. Nadat de koning het ontslag aanvaardde, deelde hij de volgende dag het ontslag van zijn regering mee aan het House of Lords. De Torypartij kreeg de opdracht om een regering te vormen, maar slaagde daar niet in. Grey weigerde echter om aan te blijven als premier, waarna Lord Melbourne de nieuwe premier werd. Grey keerde nooit meer terug als minister en hij trok zich terug op zijn landgoed, waar hij in 1845 overleed.

### Trivia
Hij is bekend als de persoon die earlgreythee introduceerde in Europa.